# Клеменс Август I (архієпископ Кельна)
Клеменс Август I (нім. Clemens August I.; 16 серпня 1700 — 6 лютого 1761) — церковний і державний діяч Священної Римської імперії, 61-й архієпископ Кельна-курфюрст і 33-й герцог Вестфалії в 1723—1761 роках.

## Життєпис

### Молоді роки
Походив з династії Баварських Віттельсбахів. Четвертий син Максиміліана II, курфюрста Баварії, від його шлюбу з Терезою Кунегундою Собеською. Народився 1700 року в Брюсселі. Потім з родиною перебрався до Мюнхена. В цей час почалася війна за іспанську спадщину, в якій Баварія була союзником Франції. 1706 року Баварію окупували австрійські війська. Клеменс Август разом з братами опинився в Клагенфурті. 1712 року разом з родиною під почесною охороною переведено до Граца, де залишався до 1715 року. В цей час здобув освіту під орудою єзуїтів. Після завершення війни через 10 років нарешті побачив своїх батьків.
Визначений разом з іншими молодшими братами для церковної кар'єри. Вже 1715 року обрано коад'ютором Регенсбурзької єпархії та Берхтесґаденського пробсбтва. 1716 року стає єпископом Регенсбурга. 1717 року поїхав до Риму задля поглиблення знань з теології. 1718 року призначено пробстом монастиря в Альтеттінгу (до 1721 року). 1719 року, повернувшись до Баварії, отримав посаду каноніка соборів у Кельні і Льєжі (останню до 1751 року). Водночас стає князем-єпископом Мюнстера і Падерборна, зрікшись посади Регенсбурзького єпископа.

### Духовний князь імперії
1722 року обирається коад'ютором Кельнського архієпископа Йозефа Клеменса, свого стрийка. 1723 року після його смерті обирається новим очільником Кельнської архієпархії, подолавши опір пробста Кельнського собору Крістіана Августа фон Саксен-Цайца. Втім спроба обратися новим архієпископом Льєзьким виявилася невдалою через опір Франції та імператора Карла VI Габсбурга. Втім 1724 року обирається Гільдесгаймським єпископом, а 1728 року — Оснабрюкським. Ще 1724 року наказав прокласти Мюнстерський канал, роботи над першим відрізком якого тривали до 1730 року.
В результаті став одним з наймогутніших князів Німеччини. В Бонні створив пишний двір, впровадивши нові посади обрістландгофмайстера (голови двору курфюрста), обрістгофмайстера, оберісткамерера, оберістмаршала, оберістшталмайстера. За розмірами та пишністю це був найвеличніший двір північно-західної Німеччини. Запрошував французьких, італійських і німецьких музик, влаштовуючи бали й фестивалі. Сам Клеменс Август I мав численних коханок.
Клеменс Август I опікувався переважно зовнішньою політикою, а урядові справи в своїх єпархіях передав своєму міністрові Фердинанду фон Плеттенбергу. Його зовнішня політика полягала в маневруванні між Францією та Австрією. 1724 року долучився до Союзу Дому Віттельсбахів, зобов'язавшись виставити військо в 3 тис. піхоти і 7 тис. кінноти.
Лише 1725 року внаслідок наполягання папи римського Бенедикта XIII Клеменса Августа було висвячено на священника. 1726 року у Вітербо папа римський особисто висвятив того на єпископа. Того ж року уклав союз з Австрією. Але вже 1727 року спільно з Баварією став союзником Франції. 1728 року підтвердив останній договір з Францією окремо як Кельнський курфюрст. 1729 року наказав зводити палац Аугустусбург й мисливський замок Фалькенлуст в м. Брюль (завершено 1740 року). тепер вони є частиною Всесвітньої спадщини ЮНЕСКО.
1730 року уклав новий союзний договір з Австрією. 1732 року стає великим магістром Тевтонського ордену. Того ж року заснував шпиталь Климента в Мюнстері. У Клеменсверті біля Согеля заснував монастир капуцинів для місії серед кальвіністів Республіки Сполучених провінцій.
1733 року внаслідок придворних інтриг звільнив Фердинанда фон Плеттенберга. Після цього з початком Війни за польську спадщину уклав союз з Францією. Внаслідок цього суперник останнього імператор Карл VI поставив питання про накладання імперської опали на Клеменса Августа I. До того ж Фердинанд фон Плеттенберг став імператорським комісаром по Нижньому Рейну і тепер діяв проти свого колишнього господаря. Також не було стійкої внутрішньої політики. Замість посади президент-міністра було утворено раду, яка досить швидко втратила будь-який вплив. У 1734 році в Пліттерсдорфі зібрав 22,5 тис. солдат, але через відсутність коштів, вони почали дезертувати. Тому до кінця року військо було розпущено. За цих обставив курфюрст Кельнський замирився з Австрією, не надавши значної допомоги Франції.
1737 року наказав звести мисливський комплекс Клеменсверт у Нижній Саксонії (завершено 1747 року). 1738 року відновив діяльність Кельнської семінарії, що отримала тепер назву Семінарія Клементіна. Також було надано підтримку орденам францисканців і капуцинів, монастирям й церквам.
1740 року відновив союз з Францією для підтримки претензій свого брата Карла Альбрехта на трон Священної Римської імперії. 1742 року під час виборів імператора підтримав брата. Слідом за цим коронував Карла Альбрехта. Втім вже 1743 року уклав таємну угоду з Австрією щодо нейтралітету Кельнського курфюрства. За це отримав субсидії від Великої Британії, Австрії та Республіки Сполучених провінцій. 1745 року намагався примирити протиборчі сторони, проте марно. Того ж року проголосував за обрання імператором Франца Лотаринзького. 1746 року президент-міністром було призначено Августа Вільгельма фон Вольфа-Міттерніха. Слідом за цим відновив військову угоду з Францією.
1750 року уклав новий союз з Австрією в обмін на субсидії в 400 тис. гульденів на рік. 1751 року Меттерніха було позбавлено посади, й урядування перейшло до Германа Вернера фон дер Ассебурга. Після цього вкотре відновив союз з Францією. Разом з тим в Кельнському архієпископстві було створено перше воєнізоване відділення поліції. 1754 року фундував церкву єзуїтів Св. Марії в м. Бюрен.
1755 року новим президент-міністром став Готфрід Йозеф фон Ресфельд. 1756 року з початком Семирічної війни відправив свої війська до складу імперської армії. Внаслідок цього його області в Рейнланді та Вестфалії зазнали плюндрування.
Помер Клеменс Август I 1761 року в замку Філіппсбург. В своєму заповіті доручив соборному капітулу Кельна самостійно обрати нового архієпископа, всупереч бажанню Максиміліана III, курфюрста Баварії, зробити свого стрийка Йоганна Теодора коад'ютором і наступником Клеменса Августа I. Тому капітул обрав Максиміліана Фрідріха фон Кенігзегг-Ротенфельса.

## Родина
Коханка — Мехтілда Бріон, співачка і арфістка з Бонна.
Діти:
- Анна Марія (1735—1783), дружина Франца Людвіга фон Гольштайна, позашлюбного сина Карла VII Альбрехта Віттельсбаха, імператора Священної Римської імперії